# シビサイ頌真
シビサイ 頌真（シビサイ しょうま、1991年3月11日 - ）は、日本の男性総合格闘家。千葉県八街市出身。パラエストラ東京所属。

## 来歴
ラオス人の父親と日本人の母親の間に生まれ、中学から柔道を始める。19歳からパラエストラ東京で柔術を学ぶ。
2011年にKrushでキックボクシングプロデビュー。
2012年からHEATでMMAデビュー、DEEP、ZST、GRACHAN・巌流島などに参戦。

### RIZIN
2018年7月29日、RIZIN初出場となったRIZIN.11にてボルドプレフ・ウヌルジャルガルと対戦し、体格で劣るシビサイが常にポジションを取られ続け、0-3の判定負けを喫した。
2019年10月12日、RIZIN.19でキム・チャンヒと対戦し、1Rにスタンドで差された状態からキムラロックをセットし、絞り上げながらグラウンド状態に移行して極め切り、一本勝ちによるRIZIN初勝利を収めた。
2021年6月13日、RIZIN.28でスダリオ剛と対戦し、3Rにリアネイキッドチョークによる一本勝ちを収めた。
2021年12月31日、RIZIN.33で関根“シュレック”秀樹と対戦、1Rは圧倒するも2Rに失速しパウンドによるTKO負けを喫した。
2022年4月17日、RIZIN.35で9戦無敗のリハーズ・ビギスと対戦し、1RにパウンドでTKO勝ち。
2022年9月25日、RIZIN.38でGLADIATORヘビー級王者のカルリ・ギブレインと対戦し、パンチを被弾し人生で初の鼻血を出す場面はあったものの、1Rにリアネイキッドチョークによる一本勝ちを収めた。
2023年9月24日、RIZIN.44でヤノス・チューカスと対戦し、1Rにヒールホールドで一本勝ちを収めた。
2025年5月4日、右膝の前十字靭帯断裂の怪我からの復帰戦となったRIZIN男祭りのRIZIN WORLD GP 2025 ヘビー級トーナメント1回戦で上田幹雄と対戦。1Rに左膝にインローを立て続けにもらいKO負けを喫した。

## 戦績

### プロ総合格闘技
| 総合格闘技 戦績 | 総合格闘技 戦績 | 総合格闘技 戦績 | 総合格闘技 戦績 | 総合格闘技 戦績 | 総合格闘技 戦績 | 総合格闘技 戦績 |
| --------------- | --------------- | --------------- | --------------- | --------------- | --------------- | --------------- |
| 15 試合         | (T)KO           | 一本            | 判定            | その他          | 引き分け        | 無効試合        |
| 10 勝           | 4               | 6               | 0               | 0               | 0               | 1               |
| 4 敗            | 3               | 0               | 1               | 0               | 0               | 1               |

| 勝敗 | 対戦相手                       | 試合結果                       | 大会名                                            | 開催年月日     |
| ×    | 上田幹雄                       | 1R 1:03 KO（左ローキック）     | RIZIN男祭り 【RIZINヘビー級WORLDグランプリ1回戦】 | 2025年5月4日   |
| ○    | ヤノス・チューカス             | 1R 2:30 ヒールホールド         | RIZIN.44                                          | 2023年9月24日  |
| ○    | カルリ・ギブレイン             | 1R 1:48 リアネイキッドチョーク | RIZIN.38                                          | 2022年9月25日  |
| ○    | リハーズ・ビギス               | 1R 1:36 TKO（パウンド）        | RIZIN.35                                          | 2022年4月17日  |
| ×    | 関根“シュレック”秀樹           | 2R 2:09 TKO（パウンド）        | RIZIN.33                                          | 2021年12月31日 |
| ○    | スダリオ剛                     | 3R 1:38 リアネイキッドチョーク | RIZIN.28                                          | 2021年6月13日  |
| ○    | セルゲイ・シュメトフ           | 1R 0:49 アキレス腱固め         | BELLATOR JAPAN                                    | 2019年12月29日 |
| ○    | キム・チャンヒ                 | 1R 1:09 キムラロック           | RIZIN.19                                          | 2019年10月12日 |
| ×    | ボルドプレフ・ウヌルジャルガル | 5分3R終了 判定0-3              | RIZIN.11                                          | 2018年7月29日  |
| ○    | 酒井リョウ                     | 1R 0:41 TKO（パンチ）          | DEEP CAGE IMPACT DEEP VS WSOF-GC                  | 2016年12月17日 |
| ○    | 福田大和                       | 1R 0:25 三角絞め               | ZST.54                                            | 2016年11月27日 |
| ○    | 森川修次                       | 1R 0:40 TKO                    | GRACHAN 20                                        | 2015年11月29日 |
| ー   | 森川修次                       | 1R 1:02 無効試合（ローブロー） | GRACHAN 19                                        | 2015年9月19日  |
| ×    | キム・ヘスン                   | 1R 5:00 TKO（タオル投入）      | HEAT 25                                           | 2012年11月18日 |
| ○    | 大場慎之介                     | 1R 1:59 TKO（パウンド）        | HEAT 22                                           | 2012年4月8日   |

### キックボクシング
| 勝敗 | 対戦相手 | 試合結果       | 大会名   | 開催年月日    |
| △    | 福田雄平 | 3R終了 判定1-0 | Krush.11 | 2011年8月14日 |

### 異種格闘技
| 勝敗 | 対戦相手               | 試合結果                     | 大会名                                                             | 開催年月日     |
| ×    | ジョシュ・バーネット   | 1R 2:20 TKO（パウンド）      | INOKI BOM-BA-YE × 巌流島 in 両国                                   | 2022年12月28日 |
| ×    | 鈴川真一               | 2R 1:29 一本負け（転落3回）  | 巌流島 世界武術王決定戦 2019 in MAIHAMA『-序幕-』                  | 2019年5月11日  |
| ○    | 星風                   | 1R 1:55 一本勝ち（膝蹴り）   | 巌流島 全日本武術選手権 2018 in MAIHAMA                            | 2018年9月17日  |
| ○    | ブライアン・ドゥウェス | 1R 0:25 一本勝ち（パウンド） | 巌流島 OUT ENEMY 2018 in MAIHAMA ―謹賀新年、宿敵同士の果たし合い―  | 2018年1月3日   |
| ○    | 楠ジャイロ             | 1R 0:41 一本勝ち（パウンド） | 巌流島 ADAUCHI 2017 in MAIHAMA ～サムライたちの仇討ち（REVENGE）～ | 2017年9月2日   |
| ○    | ホンシュウ・ビワコ     | 1R 2:13 一本勝ち（転落3回）  | 巌流島 WAY OF THE SAMURAI 2017 in MAIHAMA                          | 2017年5月6日   |